# William Cowper Brann
William Cowper Brann (4 de janeiro de 1855 – 1 de abril de 1898) foi um jornalista.